# Acacio (patriarca di Costantinopoli)
Acacio di Costantinopoli (latino: Acacius; ... – Costantinopoli, 489) è stato un arcivescovo bizantino.
Patriarca di Costantinopoli dal 471 alla sua morte, fu il promotore del cosiddetto «scisma acaciano». Non è da confondere con l'anziano Acacio di Beroea (vescovo morto nel 432).

## Biografia
Il primo riferimento storico di Acacio lo indica come orphanotropos, il dignitario incaricato della cura degli orfani nella Chiesa di Costantinopoli. Questo incarico ecclesiastico gli conferì un alto grado ed una certa influenza sulla curia; inoltre, se si presta fede agli scritti in cui Suida cercò di descrivere il suo carattere e la sua personalità, sembra che fosse di modi eleganti e nobili, generoso e soave, di facile eloquio e di vasta conoscenza teologica. Alla morte del patriarca Gennadio, nel 471, fu scelto come suo successore. Durante i primi cinque o sei anni del suo episcopato non avvenne nulla di particolare.
Le cose cambiarono quando, intorno al 476, l'imperatore Basilisco fu convinto della bontà degli insegnamenti di Eutiche da Timoteo Eluro, il patriarca monofisita di Alessandria, che in quel periodo era ospite nella capitale imperiale. Timoteo, che era stato richiamato dall'esilio solo poco tempo prima, era impegnato nella creazione di un'efficace opposizione ai decreti di Calcedonia. Questa operazione gli riuscì così bene che Basilisco fu indotto a pubblicare un'enciclica imperiale (egkyklios) nella quale venivano rifiutati i dogmi del concilio. Acacio, almeno inizialmente, accolse con favore l'enciclica; ma, messo in guardia da una lettera di Papa Simplicio, che era venuto a conoscenza del suo atteggiamento dal sempre vigile partito monastico, riconsiderò la sua posizione e si gettò violentemente nella disputa. Questo repentino cambiamento di fronte lo riabilitò agli occhi del popolo e delle varie comunità monastiche orientali. La fama del suo zelo giunse persino alle orecchie di papa Simplicio, che gli scrisse una lettera di apprezzamento. La circostanza principale a cui dovette questa improvvisa popolarità fu l'abilità con la quale riuscì a mettersi a capo del movimento di cui lo stilita Daniele era l'ispiratore. Naturalmente, il movimento era spontaneo e nasceva dalla repulsione verso le teorie eutichiane sull'incarnazione da parte del popolo e delle comunità monastiche.
Basilisco era stato battuto; ritirò l'enciclica, ma la sua resa non lo salvò. Il suo rivale Zenone, che era scappato nel 475, mise sotto assedio la capitale. Basilisco, abbandonato da tutti, cercò rifugio nella cattedrale. Qui, tradito da Acacio, si arrese e si consegnò ai nemici. In seguito, per un breve periodo, ci fu accordo completo fra Acacio, il Pontefice romano e Zenone sulla necessità di adottare metodi rigorosi per far rispettare l'autorità dei Padri Conciliari di Calcedonia.
Però, quando nel 482 la fazione monofisita di Alessandria cercò di insediare Pietro Mongo al posto di Giovanni Talaia, si creò una nuova spaccatura. Questa volta, gli eventi portarono ad una svolta più critica: Acacio, approfittando della disputa alessandrina, cercò di proclamare il primato della sede di Costantinopoli su tutte le chiese orientali, tentando, così, di emanciparsi dal controllo della Chiesa di Roma. Acacio, che ormai era entrato nelle grazie di Zenone, lo convinse ad appoggiare la fazione di Pietro Mongo. Papa Simplicio inviò una protesta tanto veemente quanto inefficace alla quale Acacio rispose ponendosi quale paladino dell'unione delle chiese orientali.
La prima misura che Acacio adottò in questo suo nuovo ruolo fu quella di stilare un documento, composto da una serie di articoli, che si prefigurava sia come credo che come strumento di unificazione. Tale documento, noto con il nome di "Henotikon", era diretto alla riconciliazione delle fazioni egiziane. L'Enotico affermava che il Simbolo niceno-costantinopolitano era una comune espressione di fede nella quale si potevano riconoscere tutte le fazioni. Tutti gli altri symbula o mathemata erano esclusi; Eutiche e Nestorio venivano condannati senza appello e venivano accettati gli anatemi di Cirillo. Gli insegnamenti di Calcedonia vennero passati sotto silenzio; Gesù Cristo era descritto come l'"unigenito Figlio di Dio... uno e non due" (homologoumen ton monogene tou theou ena tygchanein kai ou duo... k.t.l.) e non c'erano riferimenti alle due Nature. Pietro Mongo, naturalmente, accettò questa dottrina vaga ed accomodante. Giovanni Talaia, invece, rifiutò di sottoscrivere il documento e prese la via di Roma, dove la sua causa fu presa a cuore da Papa Simplicio.
La controversia si protrasse anche sotto Papa Felice III, che nel 483 inviò a Costantinopoli, in qualità di legati, i vescovi Vitale e Miseno. Il loro compito era quello di portare Acacio di fronte all'autorità papale per affrontare un processo. Acacio, tuttavia, riuscì ad ingannarli e, affrontandoli in pubblico, li screditò. Al loro ritorno a Roma la loro condotta fu duramente condannata da un sinodo. Il papa, allora, accusò Acacio di aver peccato contro lo Spirito Santo e l'autorità papale (Habe ergo cum his... portionem S. Spiritus judicio et apostolica auctoritate damnatus), pertanto lo scomunicò (nunquamque anathematis vinculis exuendus). Il decreto di scomunica fu consegnato ad un certo Tuto affinché lo consegnasse di persona ad Acacio. Il patriarca rifiutò di accettare il documento e diede vita ad uno scisma (lo scisma acaciano, 484). In segno di sfida cancellò il nome di Papa Felice dai Sacri Dittici. Anche Giovanni Talaia si ritirò dalla lotta accettando di diventare vescovo di Nola. A questo punto, Acacio, in collaborazione con Zenone, iniziò a perseguitare i monaci in modo da far accettare l'Enotico in tutto l'oriente.
In questo modo divenne, praticamente, il primate della cristianità orientale fino alla sua morte, avvenuta nel 489. Il suo scisma gli sopravvisse per 30 anni e fu sanato solo dall'opera dell'imperatore Giustino e di papa Ormisda nel 519.

## Successione apostolica
La successione apostolica è:
- Patriarca  Stefano II di Antiochia (477)
- Patriarca Giovanni Codonato (482)